# Freetown (película)
Freetown es una película filmada en colores coproducción de Ghana y Estados Unidos dirigida por Garrett Batty que se estrenó en 2015 y está basada en hechos reales.

## Producción
La película fue filmada en Acra, Ghana. Cuando eligieron a los actores, los productores Adam Abel y Garrett Batty seleccionaron, sin saberlo, a tres miembros de La Iglesia de Jesucristo de los Santos de los Últimos Días, entre ellos, Bright Dodoo, que había integrado la Misión en Ciudad del Cabo, Sudáfrica, entre 2008 y 2010 y Clement Amegayie, natural de Ghana, que había servido en la Misión en Acra.

## Sinopsis
Seis jóvenes misioneros liberianos, Forkpah, Gaye, Menti, Meyers, Nyaforh y Selli, huyen de Monrovia tratando de escapar de los efectos del conflicto interno plagado de violencia en el que luchaban las fuerzas que apoyaban a Samuel Doe, el entonces presidente de Liberia, con grupos de la oposición que terminaron por enfrentarse entre sí. Ayudados por el dirigente religioso local Phillip Abubakar se encaminan hacia la frontera norte en dirección a la ciudad de Freetown, en Sierra Leona. Ansa, uno de los líderes rebeldes se dedica por venganza a matar a los integrantes de la tribu Krahn al que pertenece el misionero Gaye pero el encuentro afortunado con Momulu, un líder local que lo conocía permite que este siga viaje, si bien perseguido por Ansa y sus hombres. El grupo va entregando pertenencias en cada puesto de control para les permitieran atravesarlo y así llegan al puente con el que deben pasar el río fronterizo pero está cerrado. Cuando ya escuchan que se acerca el ferry con el que esperan cruzar el río, son capturados por Ansa y Momulu; el primero va a matar a Gaye pero el segundo lo detiene y se une al grupo de misioneros viajando todos a Freetown, donde residen siete años hasta el fin de la guerra.

## El hecho que inspiró la película
Uno de los misioneros que integraba el grupo que en la vida real escapó en 1989 de Liberia, Marcus Menti, dijo que el presidente de la misión les había dicho a los misioneros nativos que hicieran todo lo que fuera necesario para preservar sus vidas, autorizándoles a que incluso dejaran de usar las ropas y las placas que los identificaban como tales, cosa a lo cual no accedieron. Si bien en la película además del conductor figuran seis misioneros que se apretujaban en el pequeño automóvil, en la realidad estos fueron ocho.

## Reparto
Intervinieron en la película los siguientes actores:
- Henry Adofo	...	Abubakar
- Michael Attram	...	Menti
- Alphonse Menyo	...	Meyers
- Phillip Adekunle Michael	...	Gaye
- Clement Amegayie	...	Nyanforh
- Bright Dodoo	...	Selli
- Great Ejiro	...	Forkpah
- Nuong Faalong	...	Akatika
- Bill Myers	...	Ansa
- Godwin Namboh	...	Momulu
- Stacy Afful	...	Sra. Thomas
- Robert Conder	...	Presidente Cunningham
- Gift Ayee	...	Extra

## Críticas
Frank Scheck en Hollywood Reporter opinó sobre el filme:

”  …a pesar del drama inherente de la historia…Freetown…tarda demasiado en llegar a su destino. El guion…trata los aspectos religiosos en una forma relativamente sutil, concentrándose en la historia de suspenso más que en entregar mensajes directos, pero aun así hay mucha charla sobre milagros…Aunque con toques de humor, las escenas nunca consiguen el impulso dramático necesario. Con la mayor parte de la violencia discretamente representada fuera de cámara, el peligro no se transmite lo suficiente, aunque la película…evoca con éxito el medio africano devastado por la guerra. Las actuaciones son poco convincentes con la excepción de Henry Adolfo, que aporta intensidad a su papel…es poco probable que…tenga una gran audiencia más allá de su base mormona de apoyo.

Rachel Wagner escribió:

"Todo el elenco es actores nativos de África y están todos bien. Se puede decir que algunos con el papel de misioneros son principiantes en actuación pero encuadran en los personajes de personas inocentes y no me molesta….La exuberancia y fe en los milagros que muestran son lo que ellos lucirían en esta situación. No digamos que las actuaciones eran simplistas…encaran cuestiones difíciles como mentir,  mostrarse bravos, esperar milagros, accionar reflexivamente. Se percibe como la conducta que los misioneros tendrían en la realidad y hay momentos de ternura especialmente con los misioneros krahn que son muy conmovedores.

## Nominaciones y premios
Premios del Cine de Ghana 2015
- Melissa Leilani Larson y Garrett Batty, ganadores del Premio al Mejor Guion
- Freetown nominada al Premio a la Mejor Película
- Henry Adolfo nominado al Premio al Mejor Actor
- Kirk Sharpe, nominado al Premio a la Mejor Música Original
- Davin Bekins, nominado al Premio a los Mejores Efectos Visuales
- Albert Aidoo y Courage Wormenor, nominados al Premio al Mejor Diseño de Producción
- Jeremy Prusso, nominado al Mejor Sonido y Edición de Sonido
- George Dankwa
- Garrett Batty, nominado al Premio a la Mejor Dirección

Asociación pr las Letras Mormonas (Association for Mormon Letters AML)
- Freetown nominada al Premio a la Mejor Película[9]